# Musée des sapeurs-pompiers de France
Le Musée des sapeurs-pompiers de France est un musée situé à Montville (Seine-Maritime). Il a le label musée de France.
Ce musée retrace l'histoire des hommes du feu, sur 2 000 m2, dans un cadre contemporain, avec pompes à bras, véhicules d’incendie motorisés, casques, uniformes, gravures et documents d’époque. L’ensemble des pièces exposées couvre trois siècles d’histoire (les véhicules et motopompes, les plus grands noms de l’histoire automobile française : Delahaye – Laffly – Hotchkiss – Somua – Berliet – De Dion-Bouton).